# Zbiór niezależny
Zbiór niezależny w grafie {\displaystyle G=(V,E)} – zbiór wierzchołków {\displaystyle V'\subseteq V,} pomiędzy którymi nie ma żadnej krawędzi. Innymi słowy każda krawędź w {\displaystyle G} jest incydentna z co najwyżej jednym wierzchołkiem w tym zbiorze.
Problem największego zbioru niezależnego polegający na znalezieniu w danym grafie zbioru niezależnego o maksymalnej liczbie wierzchołków, jest znanym problemem NP-trudnym.
Problem ten nie powinien być mylony z maksymalnym zbiorem niezależnym w sensie inkluzji. Zbiór taki jest maksymalny gdy dodanie do niego jakiegokolwiek elementu sprawia, że przestaje być niezależny. Znalezienie takiego zbioru wierzchołków jest proste i może być wykonane za pomocą algorytmu zachłannego.

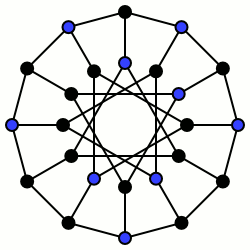
9 zaznaczonych na niebiesko wierzchołków tworzy (zaskakująco asymetryczny) maksymalny zbiór niezależny w tym grafie o 24 wierzchołkach.